# Vidats János
Vidats János, Vidacs János (Bánátkomlós, 1826 – Budapest, 1873. november 10.) mezőgazdasági gépgyáros, a márciusi ifjak egyike, honvédtiszt, országgyűlési képviselő, Vidats István mezőgazdasági gépgyáros fia.

## Származása, tanulmányai
Vagyonos, polgári származású családba született. Apja, a később országosan ismertté vált gyártulajdonos fia születésekor a bánátkomlósi uradalom gépésze volt. Vidats János az elemi iskolát szülőhelyén végezte, ezután rövid időt töltött a titeli katonai intézetben, majd középfokú tanulmányait a temesvári gimnáziumban folytatta. Később Szegeden, Pécsett, Esztergomban, Kassán és Budán tanult, majd a pesti egyetem bölcseleti és jogi karának hallgatója lett.    

## Szerepe az 1848–49-es forradalom és szabadságharcban
Tevékenyen részt vett az 1848. március 15-i forradalom eseményeiben. Jókai Mór, Petőfi Sándor és Vasvári Pál mellett őt jelölték ki a Landerer nyomdájának lefoglalására választott küldöttségbe.
1848 augusztusában a Földváry Lajos által szervezett szabadcsapat főhadnagyaként részt vett a délvidéki harcokban. Szeptemberben visszatért a fővárosba, majd honvéd őrmesteri rangban, a 14. honvédzászlóalj kötelékében a Josip Jelačić ellen harcoló seregnél szolgált. A téli, tavaszi és nyári hadjáratban zászlóalja a feldunai, illetve a VII. hadtesthez volt beosztva. December 14-én, december 16-tól számítandó ranggal hadnaggyá, június 23-án május 16-tól számítandó ranggal főhadnaggyá léptették elő. A nyári hadjáratban rövid ideig Görgey Ármin különítményében a tábori hadbíróság ülnöke volt. A fegyverletételkor eredeti alakulatánál századosi rangban szolgált.

## Közéleti pályája a szabadságharc után
A szabadságharc bukása után bujdosni kényszerült. Horvát és olasz nyelvtudását felhasználva Horvátországban napszámosként, később Fiumében nevelőként tartotta fenn magát, majd az utána nyomozó hatóságok elől Velencébe szökött. Napszámos munkákat vállalva beutazta egész Itáliát, azonban mikor Itáliából Svájcba akart szökni, a határon az osztrák katonák elfogták. A pesti Újépületben töltött egy év vizsgálati fogság után, 1851 decemberében a hadbíróság kötél általi halálra ítélte. Az ítéletben döntő szerepet játszott vészbírósági működése. 1852-ben kegyelmet kapott, büntetését várfogságra változtatták. 1853-ban a josefstadti várbörtönből szabadult.
Szabadulását követően Abonyban az apja által vásárolt földbirtokon gazdálkodott. Részt vett a szabadságharcot követő függetlenségi szervezkedésekben. 1855-ben letartóztatták, de apja közbenjárására szabadon engedték. 1858-ban átvette az apja által alapított gyár, az Első Magyar Mezőgazdasági Gépgyár vezetését.
Radikális 48-as nézeteket vallott (vagyis az 1848–49-es forradalom és szabadságharc összes vívmányát az áprilisi törvényektől a Habsburg-ház trónfosztásáig és Magyarország köztársasággá alakításáig sürgette, támogatta). Az 1861-es választásokon pesti városi képviselőnek (mai értelemben „önkormányzati képviselőnek”) és a bánátkomlósi kerület országgyűlési képviselőjének is megválasztották.
Szerepet játszott a volt honvédek megsegítésére alakult pesti honvédsegélyező egylet létrehozásában, és az 1861. január 20-án alakult egylet pénztárosa lett. Nyilvános feladata mellett a szervezet célul tűzte ki az egy esetleges felkelésben még hadra fogható honvédek összeírását is. Az országgyűlés feloszlatása és a honvédegyletek betiltása után a fővárosi honvédegylet vagyonát gyárának számlájára menekítette. 1862 májusában a honvédegyletek tevékenysége után nyomozó osztrák rendőrség lakásán házkutatást tartott, azonban nem járt eredménnyel. Rövid ideig a Károly-laktanyában tartották fogva, de bizonyítékok hiányában felmentették a felségárulás vádja alól. 1864-ben szerepe volt az Almásy–Nedetzky-féle összeesküvésben is, bizonyítékok hiányában azonban a büntetést ismét sikerült elkerülnie. Az 1865-ös választásokkor a szélsőbalhoz csatlakozott (a radikális 48-asok frakciója a Balközép Párton belül), ennek színeiben választották meg újfent országgyűlési képviselőnek ott ahol korábban is.
A kiegyezés utáni első választáson, az 1869-esen az immár önállósult szélsőbal, vagyis az Országos 1848-as Párt jelöltjeként ismét a bánátkomlósi kerület országgyűlési képviselője lett. Sikerét az 1872-es választásokon is sikerült megismételnie.
Még 1869-ben a Ferenc József Takarékpénztár elnökévé választották, melynek 1873-as csődbe menetelekor önkezével vetett véget életének; Budapesten a Rottenbiller-ház negyedik emeletéről a halálba vetette magát.

## Műve
- Vidats János követjelentési beszéde 1872. april 21-én Pest-Ferenczvárosi választói előtt; Magyar Ny., Bp., 1872
- Bánatos hangok; Endrényi, Szeged, 1891